# リンスピード・マイクロマックス
リンスピード・マイクロマックス (Rinspeed microMAX) は2013年にリンスピード社が発表されたコンセプトカーである。

## 概要
マイクロマックスは小型の電動商用車をイメージしたコンセプトカーで、2013年のジュネーブモーターショーで発表された。
4人乗りで、ベビーカーやショッピングカートなどを収納するスペースもある。
シートは従来のものではなく、座面が高い位置に配置され、ほぼ立った状態で腰掛けるスタイルのシートが搭載されている。そのために、シートベルトは特注のものが搭載されている。また、ラウンジと呼ばれるスペースには冷蔵庫やコーヒーメーカーも備える。

パワートレインは、最高出力28kWのモーターを搭載し、航続距離は100km。0-100km/hは8秒で、最高速度は95km/h。

## 参照
1. ↑   https://response.jp/article/2013/03/11/193250.html
2. ↑   https://www.caranddriver.com/news/a15114211/rinspeed-micromax-concept-photos-and-info-news/
3. ↑   https://newatlas.com/rinspeed-micromax/26392/
4. ↑   https://fbc.de/auto/ai11100/
5. ↑   https://www.designboom.com/technology/rinspeed-micromax-cloud-connected-electric-vehicle-concept/
6. ↑   https://www.rinspeed.com/en/microMAX_25_concept-car.html